# Calliodes pretiosissima
Calliodes pretiosissima is een vlinder uit de familie spinneruilen (Erebidae). De wetenschappelijke naam is voor het eerst geldig gepubliceerd in 1892 door Holland.
De soort komt voor in tropisch Afrika.